# Homo sacer
Homo sacer (łac. „święty człowiek” lub „przeklęty człowiek”) – niejasne pojęcie prawa rzymskiego: osoba, która jest społecznie wykluczona, może być zabita przez kogokolwiek, ale nie może być poświęcona w trakcie rytuału religijnego. Osoba taka jest pozbawiona wszystkich praw, a jej życie jest uważane za godne potępienia.

## Homo sacerwedług Agambena
Giorgio Agamben użył tego pojęcia na potrzeby swojej książki Homo sacer: suwerenna władza i nagie życie. Agamben opisuje homo sacer jako jednostkę, która istnieje w prawie jako zesłaniec. Uważa, że to paradoks: tylko dzięki prawu społeczeństwo może uznać jednostkę za „homo sacer”, tak więc prawo, które nakazuje wykluczenie, jest tym samym, co daje jednostce tożsamość.
Agamben utrzymuje, że życie istnieje w dwóch aspektach. Jeden to naturalne, biologiczne życie, a drugi to życie polityczne. To życie Agamben ustosunkowuje do opisu „nagiego życia” uchodźcy w Korzeniach totalitaryzmu Hannah Arendt (1951). Mówi on, że efekt homo sacer to rozłam czyjegoś życia biologicznego i politycznego. Jako „nagie życie” homo sacer poddaje się suwerennemu stanowi wykluczenia i, chociaż ma życie biologiczne, nie ma znaczenia politycznego.
Agamben mówi, że stany homo sacer, politycznych uchodźców, i tych prześladowanych podczas Holokaustu, i innych są podobne. Na poparcie tego stwierdzenia wspomina, że Żydzi byli pozbawiani obywatelstwa, zanim umieszczano ich w obozach koncentracyjnych.
Agamben twierdzi zatem, że tak zwane święte i niezbywalne prawa człowieka okazują się być zupełnie pozbawione ochrony w momencie, gdy niemożliwe staje się określenie ich jako praw obywatela danego państwa, podążając za tokiem myślenia Hannah Arendt, dotyczącym Deklaracji Praw Człowieka i Obywatela z 1789 roku, która powiązała prawa człowieka z prawami obywatelskimi. Chociaż prawa człowieka są pojmowane jako podstawa praw obywatelskich, pozbawienie kogoś praw obywatelskich (jak na przykład w przypadku bezpaństwowców czy uchodźców) upodabnia go do „dzikich”, spośród których wielu wymordowano w okresie imperializmu. Arendt uważa, że poszanowanie praw człowieka zależy od zagwarantowania praw obywatelskich, a nie na odwrót, jak twierdzą liberalni zwolennicy prawa natury.